# Kompromat (film)
Pour les articles homonymes, voir Kompromat.
Pour plus de détails, voir Fiche technique et Distribution.
Kompromat est un film français réalisé par Jérôme Salle et sorti en 2022. Le titre du film fait allusion à la technique du Kompromat utilisé par les services secrets russes pour compromettre une personne.

## Synopsis
En 2017 à Irkoutsk, Mathieu Roussel, expatrié français, est directeur de l'Alliance française. Sa femme Alice lui reproche lourdement d'avoir quitté la France et veut y retourner avec leur petite fille Rose, ce que Mathieu refuse. Lors d'une dispute, Alice dit à Mathieu qu'elle ne l'aime plus.
Un soir, une représentation artistique est donnée au centre culturel français en présence de Mathieu et de Monsieur Ivanovich, le donateur russe qui a permis de restaurer la salle de spectacle. La représentation, qui montre deux hommes presque nus danser puis s'embrasser, est un fiasco. Une majorité du public outré, quitte la salle pendant la représentation. Mathieu apprend lors d'une partie de chasse avec Ivanovich que la mentalité russe est incompatible avec une telle décadence des mœurs, sous couvert de liberté et de création artistique ; et que lui, Mathieu Roussel, symbolise tout ce que la Russie méprise en Occident.
Au cours de l'apéritif à l'issue de la représentation, Svetlana, qui a été professeure à l'Alliance française est présentée à Mathieu. Plus tard, le groupe boit dans un bar, Mathieu s'intéresse de plus en plus à Svetlana. Ils discutent, sympathisent et dansent ensemble, avant que Svetlana ne parte brusquement. Mathieu remarque un homme âgé qui semble être la raison de son départ soudain, dès qu'elle l'a aperçu. Un des employés de Mathieu lui confie discrètement que cet homme est Dimitri Rostov, chef local du FSB, dont Svetlana est la belle-fille.
Peu de temps après, Mathieu est brutalement arrêté chez lui par la police, sous les yeux de Rose terrifiée, sans aucun motif ni explication. Il est immédiatement présenté à un juge d'instruction qui lui apprend les motifs de son incarcération : diffusion de contenu pédopornographique sur Internet et maltraitance de sa fille. Mathieu est envoyé en prison, où il est immédiatement en butte à l'hostilité des autres détenus, surtout lorsque ceux-ci apprennent ce dont il est inculpé. Mathieu est violemment battu, puis exfiltré par les gardiens qui le transfèrent dans une cellule d'isolement.
Lors de sa première visite autorisée, Mathieu rencontre son avocat, maître Borodin, accompagné de Michelle, membre de l'ambassade de France à Moscou. Il apprend que Rose et Alice sont rentrées en France. Celle-ci a fait une déposition contre lui où elle l'accuse de maltraitance envers elle et leur fille, et a demandé la protection de la police. Victime d'un kompromat, Mathieu est effondré, ne pouvant rien faire. Il est affamé, car il ne lui est donné à chaque repas qu'un bol de soupe imbuvable et un peu de pain. Il est sauvé par des colis de nourriture envoyés par un inconnu.
Mathieu est libéré et placé en détention provisoire chez lui en attendant son procès. Un bracelet électronique est placé à sa cheville, il n'a pas le droit de sortir plus de deux heures par jour, ni d'utiliser Internet ni de voir ou d'appeler qui que ce soit, à part son avocat. Lors d'une de ces visites, Mathieu, qui a retrouvé le téléphone de la nourrice de Rose, lui demande de lui fournir une nouvelle carte SIM ; Borodin refuse. Lors d'une sortie au supermarché, alors qu'il est suivi de près par la police, Mathieu croise Svetlana, qui reconnait que c'est elle qui lui a envoyé les colis de nourriture en prison, et accepte de lui fournir une nouvelle carte SIM. Après lui avoir rendu visite en pleine nuit pour lui apporter la carte SIM, Svetlana rentre chez elle. Son mari amputé d'une jambe, invalide, vétéran de la guerre de Tchétchénie, alcoolique et désœuvré, lui reproche de sortir seule et la brutalise.
Maître Borodin rend visite à Mathieu. Il lui annonce qu'il sera condamné à dix ou quinze ans de prison, et que sa seule chance est de fuir le pays, s'il en a le courage. Grâce à un tutoriel, Mathieu comprend qu'il est possible de brouiller le signal du bracelet électronique en le recouvrant d'un film d'aluminium et ainsi devenir invisible à la police. Après avoir testé cette méthode — qui provoque l'intervention de la police chez lui, afin de vérifier sa présence — Mathieu achète un billet de bus pour Oulan-Bator, capitale du pays voisin le plus proche : la Mongolie. À l'aube, Mathieu quitte sa maison et monte dans un autocar en direction de la Mongolie, la police ne s'apercevant de sa disparition que plusieurs heures après.
Svetlana annonce au FSB qu'elle a le numéro de téléphone de Mathieu et que celui-ci peut être localisé, ce qui intervient à la frontière mongole. Le FSB prévient les gardes-frontières juste au moment où l'autocar repart ; celui-ci est fouillé. Mathieu n'est pas à l'intérieur, seul son téléphone est retrouvé par une passagère, coincé entre deux sièges. Mathieu est en voiture avec Svetlana dans une autre direction. Celle-ci le dépose à une station-service et Mathieu entame un long périple qui lui fait traverser toute la Russie, voyageant en covoiturage et dormant la nuit dans des chambres louées chez des particuliers. À Irkoutsk, Rostov rencontre Sagarine, un ancien spetsnaz qui a participé à la tuerie de Beslan, envoyé par Moscou pour traquer et retrouver Mathieu afin que les services russes ne soient pas ridiculisés. Sagarine se rend chez Svetlana, qu'il soupçonne immédiatement d'être impliquée, sans en savoir la preuve, car elle a effacé les messages échangés par téléphone portable avec Mathieu.
Dans la chambre qu'il a loué pour la nuit chez un couple, Mathieu voit un reportage télévisé qui le présente comme un dangereux pédophile recherché par la justice internationale. Craignant d'être reconnu par ses hôtes, qui ont vu le reportage eux aussi, Mathieu quitte l'appartement en pleine nuit et erre dans la ville, attendant l'arrivée de son prochain covoiturage, qui doit l'emmener à Moscou. Mathieu, qui s'est endormi dans la voiture, se réveille juste à temps pour constater qu'il est à un barrage routier de police et qu'il n'a pas d'autre choix que de se cacher dans le coffre. Son conducteur refuse d'ouvrir son coffre aux policiers, arguant qu'il est l'exarche du patriarche de Moscou et qu'ils lui font perdre son temps, sauvant ainsi Mathieu.
Arrivé à Moscou, où il remercie son bienfaiteur, Mathieu parvient jusqu'à l'ambassade de France, où il est hébergé discrètement et peut enfin se reposer, tout en continuant à écrire des messages à Svetlana. Michelle lui montre une vidéo enregistrée en France par sa femme, où elle explique qu'elle a été contrainte de faire sa déposition pour ne pas être emprisonnée et que Rose soit placée en orphelinat si elle refusait et exonère Mathieu de toute accusation. Les services secrets mettent au point un plan risqué pour l'exfiltrer du pays : traverser la frontière avec l'Estonie à pied, de nuit, dans une forêt où rôdent des loups et où les gardes-frontières ont ordre de tirer à vue. L'ambassadeur de France informe Mathieu qu'il a été condamné par contumace à 15 ans de travaux forcés, mais qu'en plus, les autorités russes savent qu'il se trouve dans l'ambassade. Pour éviter un incident diplomatique, l'ambassadeur annule son exfiltration et lui conseille de se rendre au FSB, lui promettant toutefois d'obtenir son extradition vers la France pour qu'il puisse y purger sa peine plus confortablement et bénéficier de remises de peine. Écœuré par la lâcheté de ses compatriotes, Mathieu clame son innocence et décide de tenter sa chance seul.
Après avoir prévenu Svetlana, il profite d'une réception à l'ambassade pour quitter celle-ci en se mêlant à la foule, mais il est repéré par Sagarine et pris en chasse par ses hommes dans les rues de Moscou. Il ne doit son salut qu'à Svetlana, qui bloque ses poursuivants et l'embarque dans une voiture qu'elle a louée en direction de la frontière estonienne. Mais ils sont reconnus par un employé de station-service, qui met le FSB sur leurs traces. Sagarine comprend vite où les fugitifs veulent se rendre. Arrivés au départ de l'itinéraire qui doit le mener vers la frontière, Mathieu et Svetlana font l'amour. Svetlana refuse de garder le contact avec lui quand il sera parti, affirmant qu'elle aime toujours son mari Sasha.
À Irkoutsk, Sasha reçoit la visite de son père, qui s'emporte en lui reprochant d'avoir épousé une femme de mauvaise vertu, qu'il ne reverra jamais, et de n'être qu'un minable. Après avoir laissé un message vocal à Svetlana lui assurant qu'elle n'y est pour rien, Sasha se pend. C'est son père Dimitri, effondré, qui découvre le corps et apprend la nouvelle à Svetlana, qui décide malgré tout de revenir chez elle.
Seul au milieu des loups dans la forêt, Mathieu ne tarde pas à être repéré par les hommes de Sagarine qui le poursuivent à pied. Épuisé, manquant plusieurs fois d'être rattrapé ou abattu, Mathieu traverse un marécage quand il est rattrapé par Sagarine, qui prend rapidement le dessus et commence à le noyer. À la vue d'une figurine offerte par sa fille en train de couler au fond du marais, Mathieu se ressaisit, assomme son adversaire et le noie. Talonné par les hommes du FSB, à bout de forces, Mathieu parvient dans une clairière où il est intercepté par deux gardes-frontières estoniens. Voyant la scène de loin, ses poursuivants stoppent la traque.
Quelque temps plus tard, Svetlana est en train de ranger les affaires de Sasha dans des cartons. Son téléphone portable sonne, elle hésite à répondre. Il s'agit de Mathieu qui lui téléphone de France et qui constate qu'elle ne décroche pas.

## Fiche technique
Sauf indication contraire, les informations mentionnées dans cette section peuvent être confirmées par la base de données cinématographiques IMDb,  présente dans la section « Liens externes ».
- Titre original : Kompromat
- Réalisation : Jérôme Salle
- Scénario : Caryl Férey et Jérôme Salle
- Musique : Guillaume Roussel
- Direction artistique : Paulius Dascioras
- Décors : Laurent Ott
- Costumes : Carine Sarfati
- Photographie : Matias Boucard
- Montage : Stan Collet
- Production : Albane de Jourdan, Jérôme Salle et Marc Simoncini
- Sociétés de production : Super 8 Production et SND Groupe M6
- Société de distribution : SND (France)
- Budget : 8,22 millions d'euros
- Pays de production :  France
- Langues originales : français, russe
- Format : couleur
- Genre : thriller
- Durée : 127 minutes
- Date de sortie[1] :
  - France : 7 septembre 2022 (salles)

## Distribution
Sauf indication contraire, les informations mentionnées dans cette section peuvent être confirmées par la base de données cinématographiques Allociné,  présente dans la section « Liens externes ».
- Gilles Lellouche : Mathieu
- Joanna Kulig : Svetlana
- Michael Gorevoï : Rostov
- Aleksey Gorbunov : Borodin
- Louis-Do de Lencquesaing : l’ambassadeur
- Elisa Lasowski : Alice
- Danila Vorobyev : Sacha
- Judith Henry : Michèle
- Igor Jijikine : Sagarine
- Pierre Hancisse : Julien
- Mikhail Safronov : Ivanovich
- Sasha Piltsin : Sergei
- Ausra Giedraityte : l'assistant d'Ivanovich

## Production

### Genèse et développement
Le scénario s'inspire très librement d'une histoire vraie, celle de Yoann Barbereau et de son livre Dans les geôles de Sibérie,. Toutefois, le film n'est pas à proprement parler une adaptation, les producteurs ne possédant pas les droits d’adaptation du livre. Le Parisien évoque une polémique autour du vrai héros du film.
Le réalisateur découvre la Russie lors de la promotion de son nouveau long-métrage Largo Winch. Il est frappé par l'ambiance qui y règne, au début des années 2000. Une ambiance associée à la violence et au rapport de force.

« C’était à la fin des années 2000, à l’époque où Poutine n’avait peut-être pas encore tout verrouillé et nous ne nous déplacions jamais sans un garde du corps armé et un chauffeur… »

Le réalisateur refait le même constat lorsqu'il retourne en Russie pour Largo Winch 2 et L'Odyssée. Là encore, la violence et un climat hostile aux Occidentaux l'interpellent. Sa curiosité est éveillée. Quelque temps plus tard, le réalisateur entend parler de l'histoire d'un Français victime d'un kompromat, c'est-à-dire un dossier compromettant établi par les autorités russes à partir de documents dont l'authenticité est relative, voire frauduleuse. Ce fut pour lui l'occasion d'écrire un thriller politique.

« J’avais envie d’évoquer le fossé qui existe entre deux visions opposées du monde »

Bien que le scénario soit « très librement inspiré de faits réels », l'homme qui a vécu réellement le kompromat, Yoann Barbereau, prend ses distances avec le film. Ainsi, l'écrivain y décèle principalement des clichés et une absence de connaissance de la culture russe. Il déclare notamment « La formule empesée « Ce film et ces personnages sont très librement inspirés de faits réels » donne une indication. Tout cela est loin de moi, diablement loin du livre, je ne parle pas seulement de points de détail ni de quelques faits vérifiables ». Il précise : « C’est un dur labeur que de parler contre le sot discours viriliste, contre ses tranchées, ses fictions puissantes faites de « camp occidental » et de « Russie éternelle » ».

### Attribution des rôles
Avec la fin de l'écriture du scénario, vient le temps de choisir les personnes qui vont porter à l'écran l'histoire. Pour le rôle principal, le réalisateur cherchait un acteur qui soit « très français ». Jérôme Salle porte son dévolu sur la personne de Gilles Lellouche, acteur qu'il avait déjà brièvement dirigé pour son film Anthony Zimmer, et qui, selon lui, « est très très français... Au-delà de ce trait de caractère, c’est surtout un formidable acteur qui n’a cessé de se bonifier au fil des années. ». L'acteur accepte le rôle facilement. Gilles Lellouche est un grand adepte des rôles d'homme ordinaire dont la vie bascule subitement - ce qui est le cas de son personnage dans le film, « mais il y avait surtout la possibilité de jouer des scènes que je n’avais jamais interprétées avant », raconte-t-il lors d'une interview.
L'actrice Joanna Kulig est repérée, elle, après le visionnage du film Cold War. Polonaise d'origine, elle jouait certes en russe et en français, mais communiquait avec le reste des équipes en anglais. Chose qui n'était en rien inédit pour l'actrice, qui avait déjà joué de cette manière en 2011 dans un autre film de Pawel Pawlikowski, La Femme du Vème.

« Joanna possède ce charisme, cette énergie, cette beauté et cette personnalité incroyables... Pour ce personnage, je cherchais une actrice qui dégage cette complexité et pas le cliché de la femme blonde russe qu’on a vu dans les thrillers depuis des années »

### Tournage
Le tournage débute le 19 octobre 2020 à Vilnius en Lituanie,,. Le lieu ne fut pas choisi au hasard. En raison du sujet, les équipes ont délibérément choisi de ne pas tourner en Russie, notamment dans la région d'Irkoutsk, là où se déroule l'action du long-métrage. Qui plus est, le tournage eut lieu pendant la pandémie de Covid-19, ce qui n'a fait que rajouter des difficultés. Le réalisateur rapporte avoir conservé le souvenir d'un « tournage rude ». Des prises de vues ont également lieu à Paris.

## Accueil

### Critique
En France, le site Allociné propose une moyenne de 3,2⁄5, après avoir recensé 22 critiques presse. L'accueil critique est mitigé.
Pour Ouest-France, le film est une grande réussite et il voit dans cette adaptation une « course-poursuite haletante qui rappelle beaucoup Le Fugitif », film d'ailleurs cité par l'acteur principal, lorsqu'il accepta le rôle. Pour la critique de 20 Minutes, « Gilles Lellouche est éblouissant dans ce suspense haletant ». La prestation de Gilles Lellouche fait cependant débat. Les Inrockuptibles relève : « Le résultat est loin d’être dépourvu de tares, la première étant le choix d’un Gilles Lellouche manifestement bien décidé, quelques mois après Goliath, à s’acharner dans des partitions de dramas hollywoodoïdes, qui font pourtant toujours chez lui l’effet d’un énième sketch des Césars, comme si l’on avait incrusté sa sympathique trogne en lieu et place de celle de Kassovitz dans une scène du Bureau des Légendes – effet redoublé dans les scènes où apparaît Aleksey Gorbunov, l’officier du FSB dans la série de Rochant. ».
Le film est classé dans le registre cinéma d'action. Pour L'Obs, c'est tout simplement du « cinéma d’action comme on aime : sans relâche ». aVoir-aLire.com souligne toutefois que « l’interprétation remarquable de Gilles Lellouche permet de faire oublier les excès d’une mise en scène aux allures parfois rocambolesques et radicales. ». C'est une vision plus critique encore qui apparaît dans Le Monde : « Le recours au romanesque ne réussit pas à Jérôme Salle. Les clichés y volent très bas, depuis la bestialité primitive des Russes jusqu'au coup de foudre qui tombe du ciel, en passant par la transformation d'un fonctionnaire français en combattant capable de mettre hors d'état de nuire un membre des unités d'élite russes mesurant deux fois sa taille et chargé de l'éliminer. » Sur Europe 1, on estime que « les ficelles scénaristiques sont grossières ». Écran Large relève le même problème : « Une partie du film se saborde toute seule, avalant avec elle intérêt et suspense. »
Le film en effet concentre un nombre important de critiques négatives, certaines d'entre elles soulignent le contraste entre « un très beau livre, introspectif et kafkaïen », salué par la critique littéraire au moment de sa sortie,,,, et un film qui cumule les clichés et les invraisemblances. Ainsi, Le Figaro estime que « Jérôme Salle s'inspire de son histoire [à Y. Barbereau] dans Kompromat mais la transforme en thriller bas de gamme avec Gilles Lellouche en simili Jason Bourne. On comprend que Barbereau se sente trahi par cette version mal romancée ». Pour Les Échos, « ce film incarné par Gilles Lellouche croule sous les invraisemblances et les clichés. Un ratage ». « Ce film distrayant préfère ne pas s’embarrasser d’un scénario crédible pour embarquer le spectateur dans la fuite de l’homme traqué », considère de son côté Le Journal du dimanche. La critique souligne souvent l'absence de propos politique, à l'instar de Mondocine.net : « Aucune conscience politique ne s’échappe de Kompromat, qui se contente d’éructer ses clichés occidentalistes avec peu de subtilités. Dès lors, aucune possibilité de réellement se projeter dans ce thriller d’évasion qui doit beaucoup à ses ainés (de La Grande Evasion à Papillon), dont la simple ambition se résume à montrer, sans jamais interroger ou élever, une histoire rocambolesque pourtant hautement politique. »
Les Inrockuptibles remarque « la direction artistique pire que lourdingue de Jérôme Salle, résolu à nous rappeler à chaque plan dans quel pays se déroule l’intrigue, à l’aide d’un pull-over moche et d’un étalonnage désaturé ». Le journaliste note en conclusion : « C’est la cruelle ironie du film : il ressemble finalement autant au thriller based on a true story qu’il prétend être que le dossier monté contre Barbereau ressemblait à une véritable accumulation de preuves. Reste à déterminer si l’on a envie, ou non, de faire semblant d’y croire. »

### Box-office
Pour son premier jour d'exploitation, Kompromat réalise 37 034 entrées (dont 10 508 en avant-première), pour 544 copies. Avec ce résultat, le film se classe deuxième du box-office des nouveautés, derrière Le Visiteur du futur (45 247) et devant Revoir Paris (24 752). Au bout d'une semaine d'exploitation, le long-métrage s'impose en tête du box-office avec 205 447 entrées, devant Le Visiteur du futur (147 188). Au bout d'une seconde semaine d'exploitation, pour 551 copies, Kompromat réalise 136 417 entrées supplémentaires tout en se maintenant à la première place du box-office français, devant Chronique d'une liaison passagère (119 790) et Revoir Paris (114 784), .
Le film passe de la première à la cinquième place du box-office en troisième semaine avec 126 665 entrées, derrière Les Enfants des autres (137 167) et devant Revoir Paris (117 695). Le film chute à la dixième place du box-office en semaine, franchissant le demi-million d'entrées avec ses 81 146 entrées supplémentaires, derrière Revoir Paris (82 084).
| Pays ou région | Box-office      | Date d'arrêt du box-office | Nombre de semaines |
| -------------- | --------------- | -------------------------- | ------------------ |
| France         | 603 911 entrées | 15 novembre 2022           | 10                 |
| Total mondial  | 4 099 572 $     | -                          | -                  |